# Djakovo (distrikt i Bulgarien)
Djakovo (bulgariska: Дяково) är ett distrikt i Bulgarien.   Det ligger i kommunen Obsjtina Dupnitsa och regionen Kjustendil, i den västra delen av landet, 40 km söder om huvudstaden Sofia.
Runt Djakovo är det i huvudsak tätbebyggt. Runt Djakovo är det ganska tätbefolkat, med 160 invånare per kvadratkilometer.